# Мойо-де-Кальви
Мойо-де-Кальви (итал. Moio de' Calvi) — коммуна в Италии, находится в регионе Ломбардия, в провинции Бергамо.
Население составляет 195 человек (2008), плотность населения составляет 33 чел./км². Занимает площадь 6 км². Почтовый индекс — 24070. Телефонный код — 0345.
Покровителем коммуны почитается святой апостол и евангелист Матфей, празднование 14 мая.

## Демография
Динамика населения:

## Администрация коммуны
- Официальный сайт: